# Molly Schaus
Molly Schaus, född 29 juli 1988 i Voorhees Township i New Jersey, är en amerikansk ishockeymålvakt.
Schaus tog OS-silver i damernas ishockeyturnering i samband med de olympiska ishockeytävlingarna 2010 i Vancouver.